# 阿紹機場
阿紹機場（英語：Asau Airport）是一座位於薩摩亞阿紹的一座機場，其主要民航業務為薩摩亞國內線。

## 航空公司目的地
| 航空公司   | 目的地       |
| ---------- | ------------ |
| 薩摩亞航空 | 阿皮亞、毛塔 |